# Pelidnota belti
Pelidnota belti är en skalbaggsart som beskrevs av Sharp 1877. Pelidnota belti ingår i släktet Pelidnota och familjen Rutelidae.

## Underarter
Arten delas in i följande underarter:
- P. b. boyacaensis
- P. b. guatemalensis
- P. b. panamaensis